# Hauville
Hauville település Franciaországban, Eure megyében. Lakosainak száma 1270 fő (2022. január 1.). Hauville Bouquetot, La Haye-de-Routot, Honguemare-Guenouville, Le Landin, Rougemontiers, Routot és Arelaune-en-Seine községekkel határos.

## Népesség
A település népességének változása:
| Lakosok száma | 716  | 1013 | 1051 | 1240 | 1296 | 1292 | 1279 | 1278 | 1294 | 1270 |
|               | 1968 | 1982 | 1990 | 2006 | 2013 | 2015 | 2017 | 2019 | 2020 | 2022 |